# Băzovets
Băzovets (bulgariska: Бъзовец) är ett distrikt i Bulgarien.   Det ligger i kommunen Obsjtina Dve mogili och regionen Ruse, i den centrala delen av landet, 220 km öster om huvudstaden Sofia.